# Дегилевская
Дегилевская — деревня в Ленском районе Архангельской области. Входит в состав Сойгинского сельского поселения.

## География
Находится в юго-восточной части Архангельской области на расстоянии приблизительно 96 км на юго-запад по прямой от административного центра района села Яренск на правобережье Вычегды.

## История
В 1859 году здесь (деревня Сольвычегодского уезда Вологодской губернии) было учтено 6 дворов.

## Население
Численность населения: 61 человек (1859 год), 0 в 2002 году, 1 в 2010.